# Први падеж — Човек (филм)
Први падеж — Човек је југословенски филм из 1964. године.

## Синопсис
Филм има три плана: с једне стране, призори деце која пишу школски задатак на тему величине и гордости људског бића, с друге стране, кадрови рудара који протестују због нељудског малтретирања колеге који је изгубио руку и са треће стране појављује се снимак инвалида који са протезом испод руке пролази каменитом улицом.